# Благай (крепость)
Крепость Благай, или Старый город Благая (босн. Stari grad Blagaj), также известный как Степан-град (босн. Stjepan-grad), раньше Бона — комплекс замковых сооружений возле села Благай, Босния и Герцеговина. Старая крепость был построена на труднодоступном карстовом холме на высоте 310 метров над уровнем моря и 266 метров над устьем реки Буна. Крепость входит в список Национальных Памятников Боснии и Герцеговины, составленным Комиссией по Сохранению Национальных Памятников.

## История
Археологические находки на холме показывают, что местность была заселена по крайней мере ещё с доисторических времён. Остатки фортификаций были обнаружены на самых высоких точках холма: на северо-востоке были найдены остатки позднеантичного римского бургуса известного как Мала Градина (босн. Mala gradina), тогда как на юго-востоке видны очертания доисторического городища.
Существует возможность, что в Раннем Средневековье комплекс состоял из двух частей — Старой Крепости (Степан-града) и Малой градины, и, возможно что это двойное поселение простояло до середины X века. Самое раннее непрямое письменное упоминание о Захумских крепостях, включая Благай, находится в «Трактате о народах» византийского императора Константина Багрянородного, написанного между 948 и 952 годах, и в котором упомянуты две крепости — Бона и Хум.
После X века, Благаж играл важную роль в развитии Хума и Захумья. Близость к пути на Адриатическое море через долину Неретва имело большую значимость для развития крепости. Бурные политические события, особенно после X века, не имели особого влияния на экономическое развитие поселения. Принц Хумы, Мирослав Завидович, устраивал приём при дворе в Благаже, где он построил церковь в честь Космы и Дамиана. Надпись на табличке на старосербском, найденная в 1912 году, записывает строительство этой церкви. Сейчас табличка хранится в Национальном музее Боснии и Герцеговины.
Во время короля Твртко, боснийские правители издавали указы в Благаже, и в мае 1404 года Благаж стал одной из резиденций воеводы Сандаля Хранича, и затем герцога Степана Вукчича, именем которого народ прозвал крепость Степанградом. Город впервые упоминается в мирном договоре между Сандалем Храничем и Венецией от 1 ноября 1423 года, выданном «в нашем городе Благаж». Помимо этого, город был также упомянут в грамотах XV века короля Арагона и Неаполя Альфонсо X.
Османы оккупировали Благаж в 1465 году. Они восстанавливали крепость дважды: в 1699 году, когда западная башня была отремонтирована, и вновь в 1827 году. Гарнизон в башне стоял до 1835 года, хотя бывшая стратегическая роль крепости уже давно была занята крепостью в Мостаре.